# Tokyo Puck

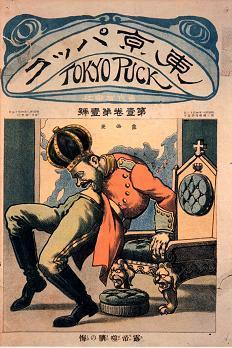
Couverture du magazine Tokyo Puck - 1905

Tokyo Puck est le titre d'un journal satirique fondé en 1905 par Rakuten Kitazawa premier journaliste-dessinateur japonais. Il est considéré comme le premier magazine de manga en couleur. Son nom provient du magazine satirique américain Puck. Les numéros de Tokyo Puck ont été numérisés par la ville de Saitama à l'occasion des 150 ans du début de l'ère Meiji.